# Distretto di Mahilëŭ
Il distretto di Mahilëŭ (in bielorusso Магілёўскі раён, trasl. Mahilioŭski rajon; in russo Могилёвский район) è un distretto (raën) della Bielorussia appartenente alla regione di Mahilëŭ. Il capoluogo è la città di Mahilëŭ, che tuttavia non fa parte del distretto in quanto città a statuto regionale.

## Geografia fisica
Il distretto si trova nella parte centrale della regione di Mahilëŭ e si estende per 1 902,9 km². Confina con i distretti di Bjalyničy, Bychaŭ, Kličaŭ, Škloŭ, Čavusy e Drybin.
Il territorio è attraversato dal Dnepr (biel. Dniapró) e dal Drut (affluente destro del Dnepr).

## Storia
Il distretto fu istituito il 17 luglio 1924; venne soppresso il 16 settembre 1959 e ricostituito il 30 luglio 1966. Dal 15 gennaio 1938 è compreso nella regione di Mahilëŭ.

## Amministrazione
Il distretto comprende 15 consigli rurali (selsoviet) e 271 insediamenti, di cui 17 agrotown (ahragarodak). Il capoluogo amministrativo è la città di Mahilëŭ (città a statuto regionale, amministrativamente separata dal distretto).

## Demografia
Al 1º gennaio 2025 la popolazione del distretto era pari a 39 163 abitanti, interamente residente in aree rurali (la città di Mahilëŭ è censita a parte).